# 拉卡洛塔 (阿根廷)
33°26′S 63°18′W / 33.433°S 63.300°W

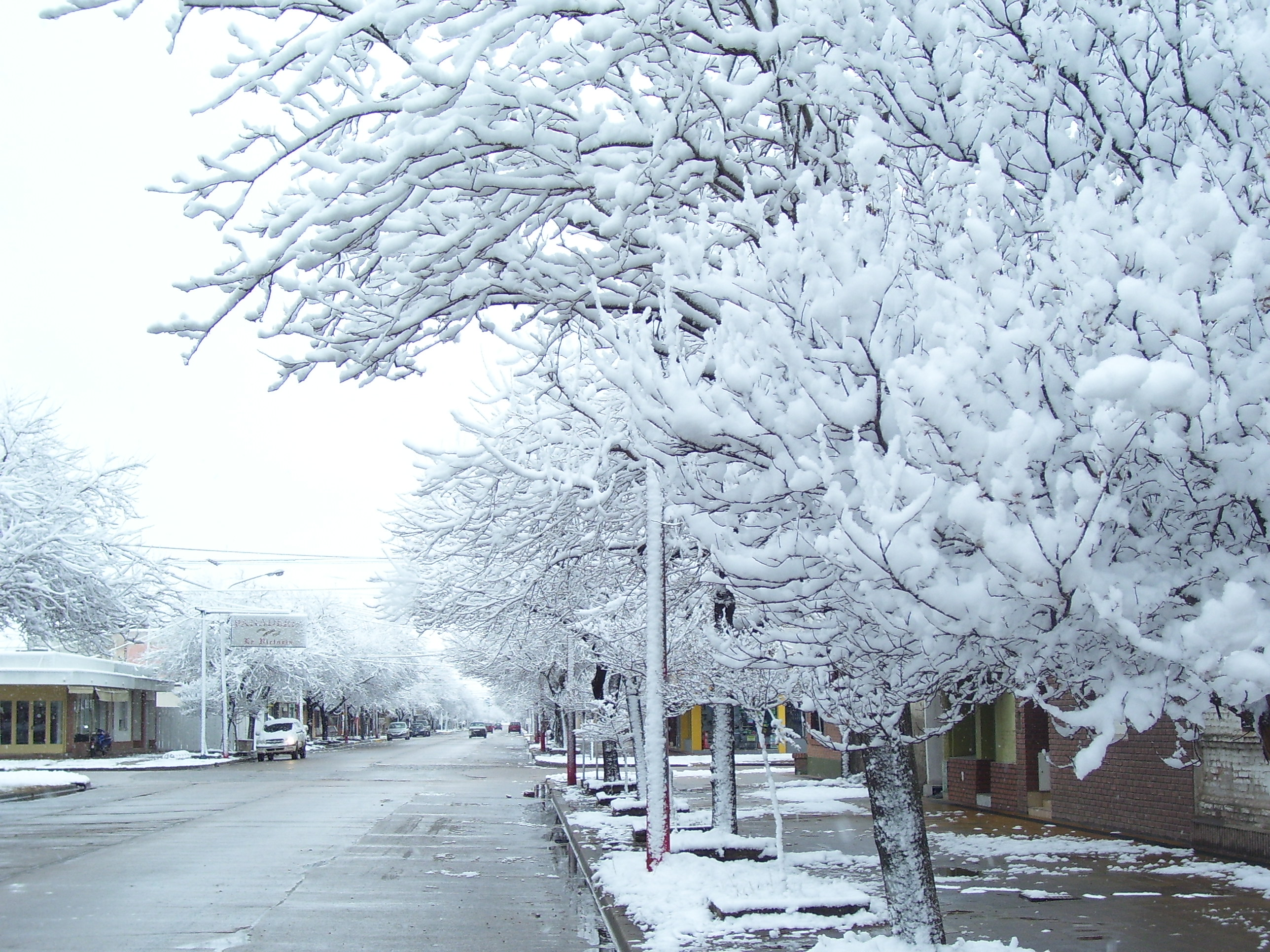
拉卡洛塔

拉卡爾洛塔（西班牙語：La Carlota），是阿根廷的城市，位於該國中部科爾多瓦省，是胡亞雷斯塞爾曼縣的首府，始建於1737年，海拔高度147米，該地區的地震活動頻繁和低強度，2010年人口12,537。